# Bye bye beauté
Bye bye beauté es el segundo disco de Coralie Clément lanzado el 15 de febrero de 2005.

## Lista de canciones
1. Indécise
2:42 Compuesta por Coralie Clément y Daniel Lorca
2. Gloria
2:28 Compuesta por Benjamin Biolay
3. L'enfer
3:24 Compuesta por Benjamin Biolay
4. Avec ou sans moi
2:09 Compuesta por Benjamin Biolay y Thierry Stremler
5. Un beau jour pour mourir
3:57 Compuesta por Benjamin Biolay
6. Beau fixe
2:41 Compuesta por Dorval
7. Kids (jeu du foulard)
3:05 Compuesta por Benjamin Biolay
8. L'impasse
3:24 Compuesta por Benjamin Biolay, Coralie Clément y Daniel Lorca
9. Mais pourtant
2:51 Compuesta por Benjamin Biolay e interpretada a dúo con Daniel Lorca
10. Ta révérence
2:49 Compuesta por Benjamin Biolay
11. Bye bye beauté
3:54 Compuesta por Benjamin Biolay
12. Épilogue
3:48 Compuesta por Benjamin Biolay

## Sencillos
- Indécise
- Kids (Jeu du foulard)

## Valoración
Si el anterior disco era de inspiración sesentera debido a la más clara influencia de la chanson francesa y a la bossa nova y el jazz, éste es más roquero, con guitarras eléctricas, sin dejar esa envoltura nostálgica de la voz de Coralie Clément. La colaboración de Daniel Lorca, cantante del grupo Nada Surf debe haber influido en este cambio.
- Datos: Q5004041